# Stilbia anomala
Stilbia anomala is een vlinder uit de familie uilen (Noctuidae). De wetenschappelijke naam is voor het eerst geldig gepubliceerd in 1812 door Haworth.
De soort komt voor in Europa.